# 日吉神社石祠
日吉神社石祠（ひよしじんじゃせきし）は、兵庫県芦屋市津知町に所在する石造物。

## 概要
日吉神社本殿南東側の浮島内（厳島神社社殿の西）にある。
花崗岩製で屋根は四注作りで全体にふくらみがあり、中世石造品の様式を保つ。芦屋市内最古の金石文が彫られている石祠の屋根の正面には、「永正十七」の文字が刻まれており、16世紀にはすでに津知村があったと考えられている。
芦屋市指定文化財第6号に指定されている。

## 構造
この石造物の構造は次のとおり。
- 総高︰58センチ
- 屋根高︰20センチ
- 幅︰51センチ

身部と屋根部は別づくり。

## 文化財

### 芦屋市指定文化財
- 日吉神社石祠 - 1930年（昭和5年）3月8日指定[2]